# الفرقة البحرية الرابعة (الولايات المتحدة)
الفرقة البحرية الرابعة تُختصر بالإنجليزية إلى (4th MARDIV)، هي فرقة احتياطية في سلاح مشاة البحرية الأمريكية. تأسست في 1943 لتخدم خلال الحرب العالمية الثانية، حيث قاتلت في المحيط الهادئ ضد اليابانيين. لم تعد الفرقة نشطة بعد الحرب، لكن أعيد تشكيلها في 1966 وجرى نشر بعض عناصرها إبان حرب الخليج 1990-1991 وحرب العراق، وهي حاليًا تعتبر عنصر قتالي بري في احتياطي القوات البحرية ويقع مقرها الرئيسي في نيو أورلينز بولاية لويزيانا ولديها وحدات في جميع أنحاء الولايات المتحدة.

## وصلات خارجية
- 4th Marine Division's official website
- 4th Marine Division World War II tribute site[وصلة مكسورة]
- Battle for Iwo Jima – Official USN, USMC & USCG Footage
- Breaking the Outer Ring: Marine Landings in the Marshall Islands